# Natural Language Toolkit
El Natural Language Toolkit o més comunament NLTK, és un conjunt de biblioteques i programes per processament de llenguatge natural simbòlic i estadístics (PLN) per al llenguatge de programació Python. NLTK inclou demostracions gràfiques i dades de mostra. S'acompanya d'un llibre que explica els conceptes subjacents a les tasques de processament del llenguatge compatibles amb el kit d'eines,
a més d'un conjunt d'exemples.
NLTK té com a objectiu donar suport a la investigació i l'ensenyament en PNL o àrees relacionades, inclosa la lingüística empírica, ciència cognitiva, intel·ligència artificial, recuperació d'informació, i l'aprenentatge automàtic.
NLTK s'ha utilitzat amb èxit com a eina d'ensenyament, com una eina d'estudi individual, i com a plataforma per als sistemes de recerca de prototips i construcció.